# Ťien

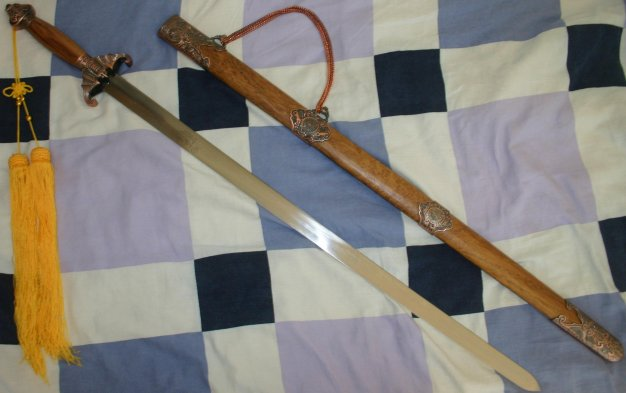
Jednoruční ťien s pochvou

Ťien (čínsky 剑, pchin-jin jiàn) je chanský obousečný rovný meč. První zmínky o ťienu pochází ze 7. století a dodnes je používán v čínských bojových uměních. Ťien může být jednoruční i obouruční. Čepel jednoručního ťienu obvykle měří 70 centimetrů a celý jednoruční ťien obvykle váží 700 až 800 gramů.